# Leptosynapta circopatina
Leptosynapta circopatina är en sjögurkeart som beskrevs av Hubert Lyman Clark 1924. Leptosynapta circopatina ingår i släktet Leptosynapta och familjen masksjögurkor. Inga underarter finns listade i Catalogue of Life.